# 今上天皇

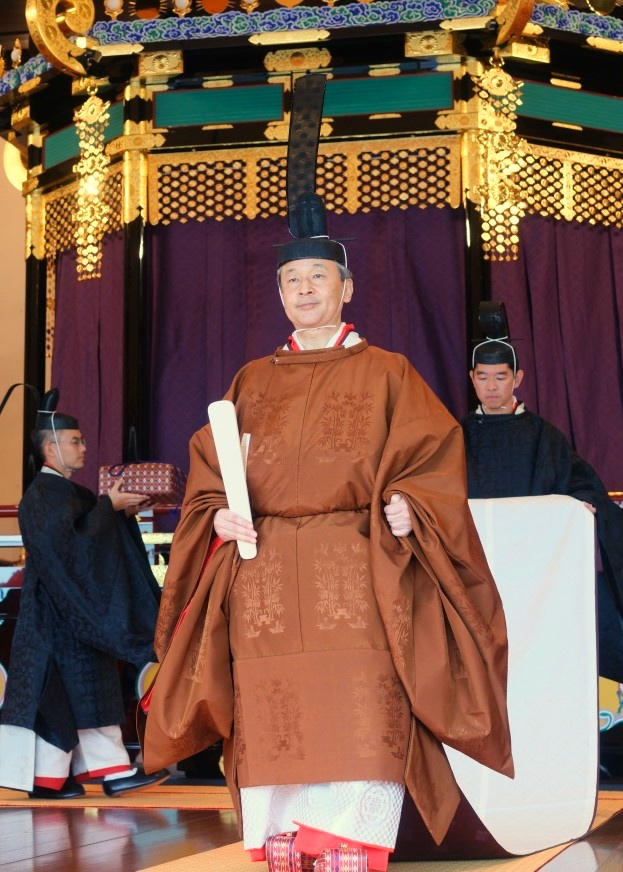
今上天皇德仁

今上天皇（日语：／ kinjō tennō */?）是日本對在位天皇的稱呼，源於古代中國臣屬對在位皇帝尊稱「今上」，即「當今聖上」之意。目前是指2019年即位的德仁，其年號為令和。

## 名稱

日本天皇旗帜

日本稱呼現任天皇時並不會使用本名，由於年號可能成為諡號，所以不直接以年號稱呼之，而是使用天皇陛下，或是簡稱為陛下。在書寫方面，正式的名稱為今上天皇。

## 大行天皇
「大行」與「大去」均意為「永遠離去」（暗喻「死亡」）。古代中國稱甫駕崩、尚未有諡號或廟號的皇帝為「大行皇帝」，同理，大行天皇意指剛駕崩的天皇。
雖未明訂，在一世一元制的制度下，日本通常以該天皇的年號作為其諡號（通常在大喪之禮前才會確定），從駕崩到大喪期間，政府公報只會以以「大行天皇」稱呼剛駕崩的天皇，例如「大行天皇追悼法事經營」等等，若需要書寫靈牌，則會以其年號代稱之。

## 關於「年號+天皇」的用語

### 一世一元制
在漢字文化圈，君主在位期間僅使用單一年號被稱為“一世一元制”，該制度最早始於中國明太祖朱元璋以洪武為年號。日本一世一元制始于睦仁，以明治為年號，其死後諡號就是明治天皇；從明治天皇起，所有的天皇均採一世一元制。

### 現代的情形
第二次世界大戰戰敗後，昭和天皇發表人間宣言（日语：新日本建設に関する詔書），放棄神格化的地位，從此日本天皇在人格上與凡人無異，其原本受尊崇的地位也大大衰落。
現今日本國民和傳媒常稱在位中的天皇為「天皇陛下」、「今上天皇」或「天皇」；對於在世的上皇明仁以及今上天皇德仁，因年號可能成為諡號，若使用「○○（年號）天皇」呼之仍有不妥。反之，稱呼「○○（年號）的天皇」，例如「平成的天皇」（日语：平成の天皇），以避諱的開拆語詞來指稱是比較能夠接受，也比較不會造成誤解。